# Schenkia humeralis
Schenkia humeralis là một loài tò vò trong họ Ichneumonidae.